# Vladimir Dal
Vladimir Ivanovic Dal (hoặc phiên âm như Dahl; tiếng Nga: Владимир Иванович Даль; 10 tháng 11 năm 1801 - 22 tháng 9 năm 1872) là một trong những nhà biên soạn từ điển tiếng Nga vĩ đại nhất. Ông là thành viên sáng lập của Hội Địa lý Nga. Ông biết ít nhất sáu ngôn ngữ bao gồm cả tiếng gốc Thổ và được coi là một trong những nhà nghiên cứu tiếng Thổ ban đầu. Trong suốt cuộc đời của mình, ông biên soạn và tài liệu lịch sử truyền khẩu của những khu vực mà sau này được xuất bản bằng tiếng Nga và đã trở thành một phần của văn hóa dân gian hiện đại.

## Thời trẻ
Cha ông là một bác sĩ người Đan Mạch tên là Johan Christian von Dahl (1764 - 21 tháng 10 năm 1821). Ông là một nhà ngôn ngữ thành thạo tiếng Đức, tiếng Anh, tiếng Pháp, tiếng Nga, tiếng Yiddish, tiếng Latin, tiếng Hy Lạp và tiếng Hebrew. Mẹ ông, Maria Freitag, một người gốc Đức và Pháp (Huguenot). Bà nói ít nhất là năm thứ tiếng và xuất thân từ một dòng họ các học giả.
Nhà tự điển học trong tương lai sinh ra tại thị trấn Lugansky Zavod, trong Novorossiya thuộc thẩm quyền của Yekaterinoslav Governorate, một phần của Nga Empire, mà nay là Luhansk, Ukraina.